# Чесма на Тргу Светог Ђорђа (Сомбор)
Чесма на Тргу Светог Ђорђа од сивог гранитног камена је као уникатни мобилијар у склопу пешачке зоне центра града подигнута 2011. године на месту првог бушеног артерског бунара из 1890. године и налази се на Тргу светог Ђорђа у Сомбору, у Западнобачком округу.

## Артешки бунар
Крајем 19. века, 1890. године, у граду Сомбору испред Градске куће ископан је артешки бунар и тај догађај је представљао новину која је дуго времена остала упамћена и забележена.
Рударски инжењер Бела Жигмонд је са Магистратом склопио уговор и копање је кренуло 1887. године, али су прве количине воде биле мале и неквалитетне. Ишло се све до 393м, али већег помака није било. Но, увидели су да је најиздашнији извор био на 248м, те су бушотину затрпали до тог нивоа, одакле су Сомборци 3. фебруара 1890. године добили одговарајућу воду.
Сомбор још од најранијих времена није имао добру пијаћу воду те је код грађана бушење бунара прихваћено као велика цивилизацијска тековина, која је у значајној мери унапредила квалитет живота овдањег живља.
Временом је у граду ископано 35 артешких бунара, са којима се родило и ново занимање; водари илити сакаџије, названи по бурадима, односно сакама, за разношење питке у црвеним и воде за прање у зеленим бурадима, те је сваки сакаџија био обавезан да има по два бурета до 600 литара. Тако је то потрајало све до фебруара 1972. године када је Санко Милутиновић домаћицама последњи пут донео воду и са сакама и тим занимањем сомборским сокацима отишао у легенду. Знатно пре овог догађаја, први артески бунар је, пола века служећи сомборском грађанству, 1939. године затрпан.

## Нова чесма
Свеобухватна обнова Трга Светог Ђорђа урађена је између 2007. и 2010. године, у склопу реконструкције Главне улице. Том приликом је, на месту некадашњег првог артешког бунара, испред источне стране Градске куће, постављена камена чесма.
Како први артешки бунар у граду не би остао само у сећању или казивањима, на истој локацији после дилема да ли треба подигнути чесму, фонтану или споменик краљу Александру I Карађорђевићу, одлучено је да се изведе само део пројектованог ансамбла чесме, односно стуб чесме.
Нова чесма није реплика првобитне, већ само сећање на стару. 
У новој техници и скулптуралном облику стуба, комплетан пројекат чесме са оградом и подом нижим од околног тротоара у реминисценцији на стари бунар урадио је архитекта Сима Јанчић. Из непознатих разлога није изведена према пројекту с оградом и нижим нивоом од околног каменом поплочаног партера.
Нова чесма подигнута је 2011. године. Радове је извела каменорезачка радња "Хордоши" из Бездана.
На каменом стубу чесме је бронзана плоча с натписом који је сачинио Радивој Стоканов, руководилац Завичајног одељења Градске библиотеке "Карло Бијелицки":
```
На овом месту је 3. фебруара 1890. године из првог артерског бунара у граду потекла здрава пијућа вода, још сачувана у варошкој песми "У том Сомбору..." маја 2011.
[
3
]
```

## Галерија
- детаљ
- детаљ
- детаљ
- Бронзана плоча са натписом који је сачинио Радивој Стоканов
- Чесма на Тргу светог Ђорђа